# غريغ بيري
غريغ بيري (بالإنجليزية: Greg Berry)‏ (5 مارس 1971 في المملكة المتحدة - ) هو لاعب كرة قدم بريطاني في مركز الوسط. لعب مع برايتون أند هوف ألبيون ونادي ليتون أورينت ونادي ميلوول ونادي ويمبلدون وThurrock F.C. ‏ وإيست ثوروك يونايتد.

## وصلات خارجية
- غريغ بيري على موقع قاعدة بيانات كرة القدم.إي يو (الإنجليزية)
- غريغ بيري على موقع Soccerbase.com (لاعب) (الإنجليزية)
- غريغ بيري على موقع عالم كرة القدم.نت (الإنجليزية)